# Supercupa României la handbal feminin 2023-2024
Supercupa României la handbal feminin 2023–2024 a fost a 14-a ediție a competiției de handbal feminin românesc organizate de Federația Română de Handbal (FRH) cu începere din 2007. Ediția 2023–2024 s-a desfășurat pe 22 și 23 august 2024, în sala Pitești Arena. A fost a treia ediție a competiției, după cea din 2011, care a fost organizată în sistem Final 4, cu patru echipe calificate.
Câștigătoarea trofeului a fost echipa CSM București, care a învins-o în finală pe CS Gloria 2018 Bistrița-Năsăud cu scorul de 28–27.

## Televizări
Partidele au fost transmise în direct de canalul PRO•ARENA al trustului PRO și difuzate online și pe platforma de streaming a acestuia, VOYO.

## Echipe participante
Conform regulamentului, la competiție au luat parte patru echipe: CSM București și CS Rapid București, echipe clasate pe locurile 1 și 2 în ediția 2023-2024 a ligii naționale, precum și finalistele Cupei României. Deoarece CSM București și CS Rapid București s-au clasat pe locurile 1, respectiv 3 în Cupa României, la Supercupă au participat HC Dunărea Brăila și CS Gloria 2018 Bistrița-Năsăud, echipe clasate pe locurile 2, respectiv 4.

## Dată
Data desfășurării Supercupei României a fost anunțată în regulamentul aprobat de Consiliul de Administrație al FRH în ședința din 28 mai 2024.

## Sală

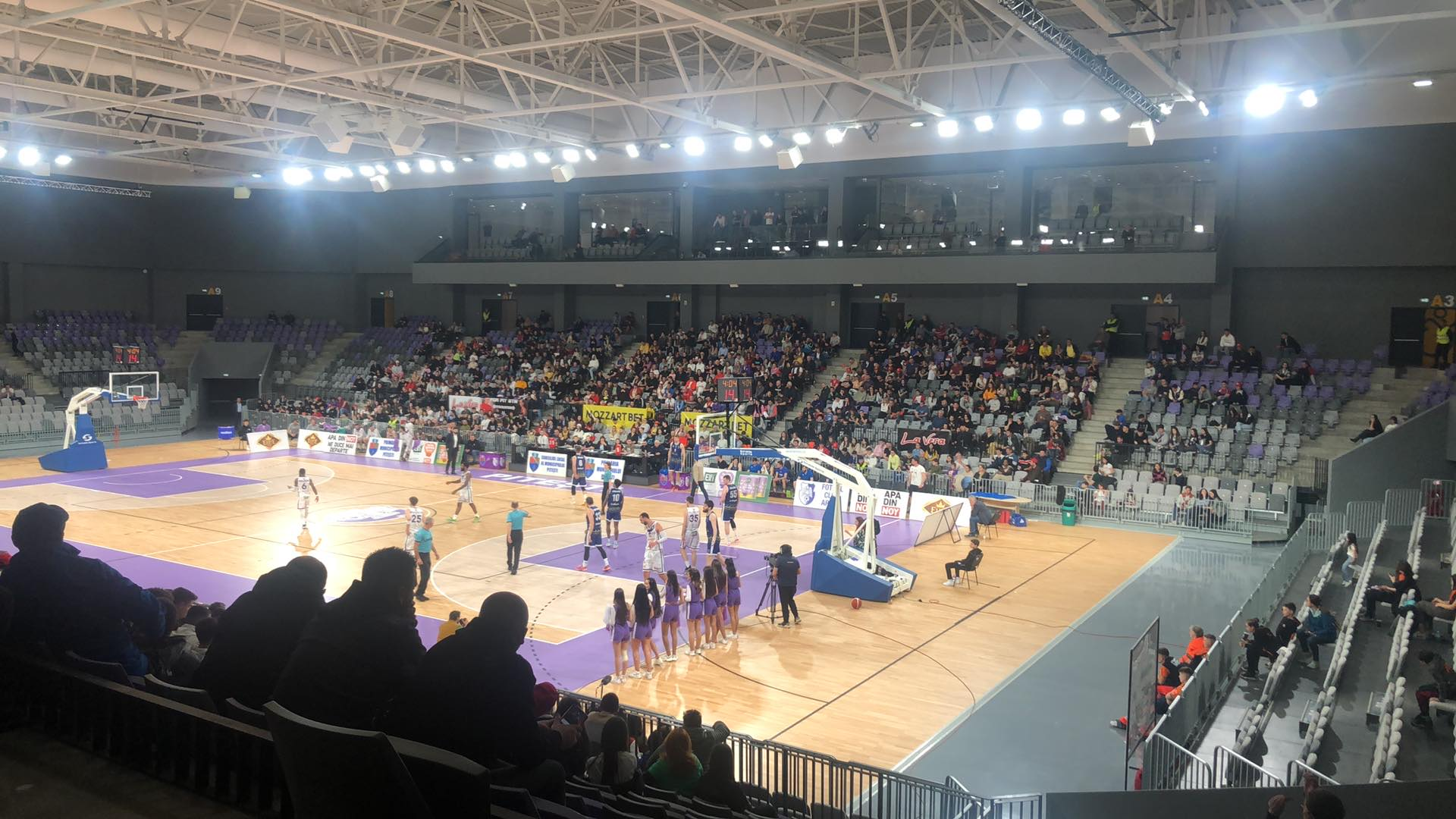
Sala Pitești Arena.

Sala gazdă a fost anunțată pe 24 iulie 2024. Precum și în ediția anterioară, competiția a fost găzduită de Pitești Arena.
Pe 13 august a fost publicată o cerere de oferte pentru achiziționarea serviciilor de cazare și masă pentru sportivi și staff „în apropierea locației indicate de autoritatea contractantă în Caietul de sarcini”.

## Bilete
Biletele s-au pus în vânzare online, pe 13 august 2024, dar au putut fi cumpărate și de la casieriile sălii de sport în zilele competiției.

## Partide
Tragerea la sorți a programului partidelor a avut loc pe 24 iulie 2024.

### Semifinalele
| 22 august 2024 PRO•ARENA14:30 | CS Rapid București      | 28 – 36 | CS Gloria 2018 Bistrița-Năsăud | Pitești Arena, Pitești Asistență: 500 Arbitri: Gorina, Melencu |
| 22 august 2024 PRO•ARENA14:30 | Fernández, Janjušević 6 | (16–16) | So Delgado 8                   | Pitești Arena, Pitești Asistență: 500 Arbitri: Gorina, Melencu |
| 22 august 2024 PRO•ARENA14:30 | 4× 1×                   | Raport  | 4× 1×                          | Pitești Arena, Pitești Asistență: 500 Arbitri: Gorina, Melencu |

| 22 august 2024 PRO•ARENA17:30 | HC Dunărea Brăila | 28 – 31 | CSM București | Pitești Arena, Pitești Asistență: 600 Arbitri: Manafu, Pavel |
| 22 august 2024 PRO•ARENA17:30 | Ježić, Liščević 9 | (15–18) | Neagu 6       | Pitești Arena, Pitești Asistență: 600 Arbitri: Manafu, Pavel |
| 22 august 2024 PRO•ARENA17:30 | 3× 1×             | Raport  | × 1× 1× 1×    | Pitești Arena, Pitești Asistență: 600 Arbitri: Manafu, Pavel |

### Finala mică
| 23 august 2024 PRO•ARENA14:30 | CS Rapid București      | 25 – 35 | HC Dunărea Brăila | Pitești Arena, Pitești Arbitri: Murariu, Paraschiv |
| 23 august 2024 PRO•ARENA14:30 | Janjušević, Ristovska 4 | (13–20) | Michalak 7        | Pitești Arena, Pitești Arbitri: Murariu, Paraschiv |
| 23 august 2024 PRO•ARENA14:30 | 4×                      | Raport  | 4× 2×             | Pitești Arena, Pitești Arbitri: Murariu, Paraschiv |

### Finala
| 23 august 2024 PRO•ARENA17:30 | CS Gloria 2018 Bistrița-Năsăud | 27 – 28 | CSM București     | Pitești Arena, Pitești Asistență: 1100 Arbitri: Ifrim, Ilisei |
| 23 august 2024 PRO•ARENA17:30 | So Delgado 6                   | (13–14) | Neagu, Omoregie 6 | Pitești Arena, Pitești Asistență: 1100 Arbitri: Ifrim, Ilisei |
| 23 august 2024 PRO•ARENA17:30 | 2× 1×                          | Raport  | 3× 1×             | Pitești Arena, Pitești Asistență: 1100 Arbitri: Ifrim, Ilisei |

### Etape
|  | Semifinalele            | Semifinalele  |                         |    | Finala | Finala |
|  |                         |               |                         |    |        |        |
|  | 22 august 2024          |               |                         |    |        |        |
|  |                         |               |                         |    |        |        |
|  | CS Rapid București      | 28            |                         |    |        |        |
|  | CS Rapid București      | 28            | 23 august 2024          |    |        |        |
|  | CS Gloria 2018 Bistrița | 36            |                         |    |        |        |
|  | CS Gloria 2018 Bistrița | 36            | CS Gloria 2018 Bistrița | 27 |        |        |
|  | 22 august 2024          |               | CS Gloria 2018 Bistrița | 27 |        |        |
|  |                         | CSM București | 28                      |    |        |        |
|  | HC Dunărea Brăila       | CSM București | 28                      | 28 |        |        |
|  | HC Dunărea Brăila       |               |                         | 28 |        |        |
|  | CSM București           | 31            |                         |    |        |        |
|  | CSM București           | 31            | Finala mică             |    |        |        |
|  |                         |               |                         |    |        |        |
|  | 23 august 2024          |               |                         |    |        |        |
|  |                         |               |                         |    |        |        |
|  | CS Rapid București      | 25            |                         |    |        |        |
|  | CS Rapid București      | 25            |                         |    |        |        |
|  | HC Dunărea Brăila       | 35            |                         |    |        |        |

## Statistici
| Poz. | Nume                     | Echipă                         | Goluri |
| ---- | ------------------------ | ------------------------------ | ------ |
| 1    | Katarina Ježić (CRO)     | HC Dunărea Brăila              | 14     |
| 1    | Danila So Delgado (POR)  | CS Gloria 2018 Bistrița-Năsăud | 14     |
| 3    | Kristina Liščević (SRB)  | HC Dunărea Brăila              | 13     |
| 4    | Valeria Kirdiașeva (RUS) | CS Gloria 2018 Bistrița-Năsăud | 12     |
| 4    | Seynabou Mbengue (SPA)   | CS Gloria 2018 Bistrița-Năsăud | 12     |
| 4    | Cristina Neagu (ROU)     | CSM București                  | 12     |
| 7    | Anđela Janjušević (SRB)  | CS Rapid București             | 10     |
| 7    | Daria Michalak (POL)     | HC Dunărea Brăila              | 10     |
| 9    | Crina Pintea (ROU)       | CSM București                  | 9      |
| 10   | Alicia Fernández (SPA)   | CS Rapid București             | 8      |
| 10   | Elizabeth Omoregie (SLO) | CSM București                  | 8      |

|  |  | Gabriela Moreschi, cel mai bun portar. | Danila So Delgado, una din cele două golghetere. |